# Cola subglaucescens
Cola subglaucescens är en malvaväxtart som beskrevs av Adolf Engler. Cola subglaucescens ingår i släktet Cola och familjen malvaväxter. Inga underarter finns listade i Catalogue of Life.